# Saving Paradise

Saving Paradise est un film américain réalisé par Jay Silverman, sorti en 2021.

## Synopsis
Un chef d'entreprise doit retourner dans sa ville natale lorsqu'il apprend qu'il a hérité de l'usine à crayons de son père.

## Fiche technique
- Titre original : Saving Paradise
- Réalisation : Jay Silverman
- Scénario : Van Billet
- Musique : Dave Holden
- Photographie : Bruce Alan Greene
- Montage : Morgan Halsey
- Production : Bethany Cerrona, Joseph Gamache et William Newman
- Société de production : Jay Silverman Productions
- Pays :  États-Unis
- Genre : Drame
- Durée : 102 minutes
- Dates de sortie : États-Unis : 3 septembre 2021

## Distribution
- William Moseley : Michael
- Johanna Braddy : Charlie
- Mimi Kennedy : Barbara
- Shashawnee Hall : George
- Mary Pat Gleason : Mary
- Paul Dooley : Gramps
- Bill Cobbs : John